# Kshirpai
Kshirpai é uma cidade e um município no distrito de Medinipur, no estado indiano de Bengala Ocidental.

## Demografia
Segundo o censo de 2001, Kshirpai tinha uma população de 14 545 habitantes. Os indivíduos do sexo masculino constituem 51% da população e os do sexo feminino 49%. Kshirpai tem uma taxa de literacia de 67%, superior à média nacional de 59,5%: a literacia no sexo masculino é de 74% e no sexo feminino é de 59%. Em Kshirpai, 13% da população está abaixo dos 6 anos de idade.